# Alan Hartley
Alan Fleming Hartley, GCIE, KCSI, CB, DSO (* 24. Oktober 1882; † 7. September 1954) war ein britischer General der Britisch-Indischen Armee, der zwischen 1940 und 1942 Oberkommandierender des Nord-Kommandos der Britisch-Indischen Armee sowie zwischen 1942 und 1944 als stellvertretender Oberkommandierender der Britisch-Indischen Armee 1942 zeitweilig auch kommissarischer Oberkommandierender der Britisch-Indischen Armee war.

## Leben
Alan Fleming Hartley, Sohn des Arztes Reginald Hartley, begann nach dem Besuch der 1611 gegründeten renommierten Charterhouse School eine Offiziersausbildung am Royal Military College Sandhurst. Nach deren Abschluss wurde er 1901 als Leutnant (Second Lieutenant) in das Leichte Infanterieregiment Durham Light Infantry übernommen und nahm am Zweiten Burenkrieg teil. Nach seiner Beförderung zum Oberleutnant 1905 wechselte er nach Britisch-Indien in die Britisch-Indische Armee (Indian Army) und diente dort im 11th King Edward’s Own Lancers (Probyn’s Horse). Nach weiteren Verwendungen als Offizier und Stabsoffizier nahm er am Ersten Weltkrieg teil und erhielt für seine militärischen Verdienste den Distinguished Service Order (DSO). Er war vom 21. Dezember 1924 bis zum 31. Dezember 1926 als Instrukteur am Staff College Quetta tätig. Anschließend war er zwischen 1927 und 1930 fand er Verwendung als Kommandeur (Commanding Officer) des 5th King Edward’s Own Probyn's Horse und besuchte danach einen Lehrgang am Imperial Defence College (IDC) in London.
Nach seiner Rückkehr war Hartley als Brigadegeneral (Brigadier) vom 17. Dezember 1932 bis zum 15. September 1933 zuerst Kommandeur der 4th (Secunderabad) Cavalry Brigade sowie im Anschluss zwischen dem 16. September 1933 und dem 2. Juni 1936 Leiter der Abteilung Militärische Operationen und Nachrichtendienste der Britisch-Indischen Armee (Director Military Operations & Intelligence, Army Headquarters India). Am 31. Dezember 1935 wurde er Companion des Order of the Bath (CB). Als Generalmajor (Major-General) fungierte er vom 14. Dezember 1937 bis zum 20. Juli 1938 Kommandeur des Militärbezirks Wasiristan (District Officer Commanding Waziristan District) sowie zwischen dem 8. Juli 1939 und dem 5. Juni 1940 als Kommandeur des Militärbezirks Rawalpindi (District Officer Commanding Rawalpindi District).
Als Nachfolger von General John Francis Stanhope Duke Coleridge übernahm General Alan Hartley am 6. Juni 1940 den Posten als Oberkommandierender des Nord-Kommandos der Britisch-Indischen Armee (General Officer Commanding in Chief Northern Command, British-India) und hatte diesen bis zum 4. Januar 1942 inne, woraufhin General Cyril Noyes seine Nachfolge antrat. Am 1. Juli 1941 wurde er zum Knight Commander des Order of the Star of India (KCSI) geschlagen und führte fortan den Namenszusatz Sir. Während der Ortsabwesenheit von Feldmarschall Archibald Wavell fungierte er zwischen dem 5. Januar und dem 7. März 1942 als kommissarischer Oberkommandierender der Britisch-Indischen Armee (Acting Commander in Chief India) und war im Anschluss vom 7. März 1942 bis zu seinem Eintritt in den Ruhestand am 15. Juni 1944 sowohl stellvertretender Oberkommandierender der Britisch-Indischen Armee (Deputy Commander in Chief India) als auch Chef des Generalstabes im Hauptquartier der Britisch-Indischen Armee (Chief General Staff, Army Headquarters India). Zugleich fungierte er zwischen 1942 und 1944 auch als Aide-de-camp von König Georg VI. und wurde am 1. Januar 1944 zudem Knight Grand Commander des Order of the Indian Empire (GCIE).